# Tula (Olaszország)
Tula település Olaszországban, Szardínia régióban, Sassari megyében. Lakosainak száma 1431 fő (2023. január 1.). Tula Oschiri, Ozieri, Tempio Pausania és Erula községekkel határos.

## Népesség
A település lakossága az elmúlt években az alábbi módon változott:
| Lakosok száma | 1572 | 1544 | 1431 |
|               | 2017 | 2018 | 2023 |